# 湊邦三
湊 邦三（みなと くにぞう、1898年7月27日 - 1976年12月12日）は、日本の作家。

## 経歴
広島県厳島町生まれ。東京の錦城中学校中退。報知新聞、中国新聞、大阪毎日新聞の記者を務め、森永製菓、松坂屋の宣伝部に在籍した。1926年短編「花骨牌」を『大衆文芸』に発表し、長谷川伸らと交わるようになる。1938年、著名な作家らがペン部隊を編成して大陸に渡り始めると、長谷川とともに港も海軍に従軍申請を行い、同年10月までに認められている。1941年には海軍報道班員としてベトナム方面に従軍。
戦前出版社を経営していた戸田城聖とは自らの小説を戸田の出版社から刊行したことから親しくなり、戦後は創価学会の機関誌だった聖教新聞で嘱託となり日蓮の伝記小説『小説日蓮大聖人』を同紙で連載した。

## 著書
- 早速整爾伝 早速千代野 1932
- 花骨牌 春陽堂書店 1935 (春陽堂文庫250)
- 浮蓮城・霧行灯 新鋭大衆小説全集 第6巻 アトリエ社 1936
- 慶安常夜灯 新興文芸社 1941
- 帯刀御免 東光堂 1942
- 草鞋銭 駸々堂書店 1942
- 帷子平内 長隆舎書店 1942
- 距離零 輝文堂書房 1944
- セレベス海軍戰記 興亞日本社 1944.6 (海軍報道班員選書)
- 骨牌捕縄 静書房 1946
- 国定忠治 同光社磯部書房 1951
- 女嫌ひ平九郎 同光社磯部書房 1951
- 潮鳴街道 同光社磯部書房 1952
- 小説日蓮大聖人 全22巻 創価学会・聖教新聞社 1954-1976 のち聖教文庫
- 富士大石寺 講談社 1968